# 大石りくまつり
大石りくまつり（おおいしりくまつり）は、兵庫県豊岡市で毎年10月に開催されていた祭り。

## 概要
豊岡市の大開通りを中心に例年10月第3土・日曜日に開催される祭りである。大石りくの遺徳を偲ぶとともに、生誕地である豊岡市の活性化を目的として1997年（平成9年）より開催されている。
1669年（寛文9年)に但馬国豊岡藩京極家の家老石束毎公の長女として誕生した大石りくは、『忠臣蔵』の主役である大石良雄の妻・大石良金の母として知られ、赤穂浪士を陰で支えたとされる人物である。
2日間にわたり大開通りでの市中パレードをはじめ、豊岡小学校グラウンドや豊岡市立総合体育館前広場でのステージイベントやのほか、「りくゆかりの地めぐり」バスツアーなど様々なイベントが行われる。
2017年開催の第20回をもって終了した。

## 主な行事

### 1日目
- 香林会館
  - 追悼法要、追悼お茶会など
- バスツアー「りくゆかりの地めぐり」（集合場所：じばさんTAJIMA）

### 2日目
- 豊岡市立豊岡小学校グランド
  - ステージイベント
  - 豊岡りく娘お披露目、よさこい
  - もちまき
  - フリーマーケット
- 大開通り、カバンストリート、豊田通り、豊岡小学校
  - 市中パレード
  - 子ども義士行列、稚児行列、元禄りく踊り、小中高等学校音楽隊